# Serau
Serau (Capricornis) – rodzaj ssaków z podrodziny antylop (Antilopinae) w obrębie rodziny wołowatych (Bovidae).

## Rozmieszczenie geograficzne
Rodzaj obejmuje gatunki występujące w górach Azji od Himalajów po Sumatrę oraz na Tajwanie i w Japonii.

## Morfologia
Długość ciała 80–170 cm, długość ogona 6–16 cm, długość ucha 17–21 cm, wysokość w kłębie 50–100 cm; długość rogów 12–34 cm; masa ciała 18–160 kg.

## Systematyka
Rodzaj zdefiniował w 1837 roku irlandzki przyrodnik William Ogilby w artykule zatytułowanym O cechach rodzajowych przeżuwaczy, opublikowanym w czasopiśmie „Proceedings of the Zoological Society of London”. Gatunkiem typowym jest (oryginalne oznaczenie) Antilope thar B.H. Hodgson, 1831.

### Etymologia
- Capricornis (Capricornus): łac. capricornus ‘koziorożec’, od capra ‘koza’; cornu, cornus lub cornum, corni ‘róg’[10].
- Nemotragus: łac. nemus, nemoris ‘las, gaj’, od gr. νεμος nemos ‘polana, pastwisko’, od νεμω nemō ‘pędzić na pastwisko’; τραγος tragos ‘kozioł’[11]. Gatunek typowy: Heude wymienił sześć gatunków – Capricornis argyrochaetes Heude, 1888 (= Antilope sumatraensis Bechstein, 1799), Capricornis cornutus Heude, 1894 (= Antilope sumatraensis Bechstein, 1799), Capricornis erythropygius Heude, 1897 (= Antilope sumatraensis Bechstein, 1799), Capricornis microdonticus Heude, 1898 (= Antilope sumatraensis Bechstein, 1799), Capricornis platyrhinus  Heude, 1897 (= Antilope sumatraensis Bechstein, 1799) i Capricornis ungulosus Heude, 1894 (= Antilope sumatraensis Bechstein, 1799) – z których gatunkiem typowym jest (późniejsze oznaczenie) Capricornis erythropygius Heude, 1894 (= Antilope sumatraensis Bechstein, 1799).
- Capricornulus: rodzaj Capricornis Ogilby, 1837; łac. przyrostek zdrabniający -ulus[10]. Gatunek typowy: Heude wymienił trzy gatunki – Antilope crispa Temminck, 1836, Capricornis pryerianus Heude, 1894 (= Antilope crispa Temminck, 1836) i Capricornulus saxicola Heude, 1898 (= Antilope crispa Temminck, 1836) – z których gatunkiem typowym jest (późniejsze oznaczenie) Antilope crispa Temminck., 1836.
- Lithotragus: gr. λιθος lithos ‘kamień, skała’; τραγος tragos ‘kozioł’[12]. Gatunek typowy: Heude wymienił pięć gatunków – Capricornis maritimus[a] Heude, 1888, Capricornis benetianus Heude, 1894 (= Antilope sumatraensis Bechstein, 1799), Capricornis berthetianus Heude, 1898 (= Antilope sumatraensis Bechstein, 1799), Capricornis marcolinus Heude, 1897 (= Antilope sumatraensis Bechstein, 1799) i Capricornis rocherianus Heude, 1894 (= Antilope sumatraensis Bechstein, 1799) – z których gatunkiem typowym jest (późniejsze oznaczenie) Capricornis maritimus Heude, 1888.
- Austritragus: łac. auster, austri ‘południe’; gr. τραγος tragos ‘kozioł’[13]. Gatunek typowy (oznaczenie monotypowe): Antilope sumatraensis Bechstein, 1799.

### Podział systematyczny
W zależności od ujęcia systematycznego do rodzaju zalicza się 4 (C. crispus, C. rubidus, C. sumatraensis i C. swinhoei), 6 (C. crispus, C. milneedwardsii, C. rubidus, C. sumatraensis, C. swinhoei i C. thar) lub 7 (C. crispus, C. maritimus, C. milneedwardsii, C. rubidus, C. sumatraensis, C. swinhoei i C. thar) występujących współcześnie gatunków; tutaj klasyfikacja za Mammals Diversity Database i All the Mammals of the World (2023):
| Grafika | Gatunek                 | Autor i rok opisu | Nazwa zwyczajowa  | Podgatunki         | Rozmieszczenie geograficzne | Podstawowe wymiary                             | Status IUCN |
| ------- | ----------------------- | ----------------- | ----------------- | ------------------ | --- | ---------------------------------------------- | ----------- |
|         | Capricornis sumatrensis | (Bechstein, 1799) | serau białogrzywy | 4 podgatunków      | południowe zbocza Himalajów (północne Indie, Nepal, Bhutan i Bangladesz), na wschód do środkowej i południowo-wschodniej Chińskiej Republiki Ludowej, kontynentalna południowo-wschodnia Azja, północna i zachodnia Sumatra (góry Barisan); zakres wysokości: 0–3500 m n.p.m. | DC: 140–170 cm DO: 11–16 cm MC: 85–160 kg      | VU          |
|         | Capricornis rubidus     | E. Blyth, 1863    | serau rudy        | gatunek monotypowy | północna (prawdopodobnie zachodnia) Mjanma, sąsiadujące wschodnie Indie i Chińska Republika Ludowa (Junnan); granice nieznane | DC: 140–155 cm DO: brak danych MC: brak danych | VU          |
|         | Capricornis crispus     | (Temminck, 1836)  | serau kędzierzawy | gatunek monotypowy | endemit Japonii: Honsiu, Sikoku i Kiusiu; zakres wysokości: 0–2700 m n.p.m. | DC: brak danych DO: 6–8 cm MC: 31–48 kg        | LC          |
|         | Capricornis swinhoei    | J.E. Gray, 1862   | serau tajwański   | gatunek monotypowy | endemit Tajwanu: stromy, górzysty teren w lasach; zakres wysokości: 200–3870 m n.p.m. | DC: 80–114 cm DO: 7–12 cm MC: 18–30 kg         | LC          |

Kategorie IUCN:  LC  – gatunek najmniejszej troski,  VU  – gatunek narażony.
Opisano również wymarły plejstoceński gatunek z Chińskiej Republiki Ludowej:
- Capricornis kanjereus Colbert & Hooijer, 1953